# جووانی ماریا لانچیزی
جووانی ماریا لانچیزی (ایتالیایی: Giovanni Maria Lancisi؛ ‏ ۲۶ اکتبر ۱۶۵۴ – ۲۰ ژانویهٔ ۱۷۲۰) پزشک، کالبدشناس و همه‌گیرشناس اهل پادشاهی ایتالیا بود که متوجه شد میان حضور پشه‌ها و شیوع مالاریا ارتباطی هست. او همچنین به‌خاطر مطالعاتش در مورد بیماری‌های قلبی-عروقی و بررسی جسم پینه‌ای مغز شهرت داشت و نامش بر روی نشانه لانچیزی ماندگار شد. او همچنین در طول شیوع طاعون گاوی در اروپا به مطالعه شیوع آن پرداخت. وی دانش‌آموختهٔ رشتهٔ پزشکی در دانشگاه گریگوری و دانشگاه ساپینزای رم و به مدت سیزده سال رئیس دپارتمان کالبدشناسی دانشگاه ساپینزای رم بود. او پزشک شخصی اینوسنت یازدهم، کلمنت یازدهم و اینوسنت دوازدهم بود. پاپ کلمنت یازدهم لوح‌های آناتومی متعلق به بارتولومئو ائوستاکی به او اهدا کرد که گمان می‌رفت در کتابخانه واتیکان گم شده باشند و در اصل در سال ۱۵۶۲ ساخته شده بودند. لانچیزی پس از مطالعه و ویرایش، آن‌ها را «نقشه‌های تشریحی» در سال ۱۷۱۴ منتشر کرد.
او مطالعاتی در زمینهٔ همه‌گیرشناسی و به‌ویژه دربارهٔ مالاریا و آنفلوانزا انجام داد و متوجه شد که باتلاق‌های آلوده به پشه، محل پرورش مالاریا هستند و برای جلوگیری از این بیماری زهکشی این مناطق را توصیه نمود. وی همچنین مقالات فراوانی دربارهٔ بیماری‌های قلب، دریچه قلب، آنوریسم، سیفلیس و طبقه‌بندی بیماری‌های قلبی-عروقی نوشت. در اوایل قرن هجدهم، لانچیزی به رویکردهای قرون وسطایی برای جلوگیری از طاعون گاوی اعتراض کرده بود و اظهار داشت: «بهتر است به جای آنکه اجازه دهیم بیماری گسترش یابد، همه حیوانات مریض و مشکوک کشته شوند تا زمان و تکریم کافی برای کشف یک درمان اختصاصی وجود داشته باشد که تا به‌حال جستجو برای آن هیچ موفقیتی نداشته است.»
با این حال، لانچیزی هم که دانشمندی بزرگ بود، اشتباهاتی داشت. به‌عنوان مثال او با پژوهش‌های جووانی کوزیمو بونومو (۱۶۶۳–۱۶۹۶)، پزشک معاصر خود، که به درستی علت جرب را به عاملی انگلی تشخیص داده بود، مخالفت کرد. با این حال، لانچیزی با وجود پیشرو بودن در سایر حوزه‌های پزشکی، همچنان به باورهای جالینوسی جرب به عنوان یک بیماری خونی معتقد ماند. به‌دلیل موقعیت قدرتمند لانچیزی و همچنین آنچه برای دانشمندان پیشین مانند گالیله روی داده بود، بونومو ساکت شد و کشف او تا دوران معاصر فراموش گردید.
لانچیزی جسم پینه‌ای را چنین توصیف کرد: «جایگاه روح که خیال‌پردازی می‌کند، غور و تفکر می‌کند و قدرت قضاوت دارد.» او در سال ۱۷۱۳ در «پایان‌نامه فیزیولوژیک» خود از این استدلالش دفاع کرد. لانچیزی با مکان‌های جایگزین فرضی برای «روح» که توسط دیگر اندیشمندان پیشنهاد شده بود، مخالف بود مانند مرکز بیضی مغز که آندریاس وسالیوس پیشنهاد کرده بود و غده اپی‌فیز که رنه دکارت درباره‌اش نوشته بود. او این فرضیه را مطرح کرد که «استریاهای طولی» (که بعداً به افتخار او به عنوان «استریاهای لانچیزی» یا «اعصاب لانچیزی» نامگذاری شد) کاریز و مجرایی بین مکان قدامی روح و مکان خلفی عملکرد اندام‌های حسی است.
وی در سن ۶۵ سالگی در اثر «انفارکتوس دوازدهه» درگذشت.